# Vîlkî, Kaluș
Vîlkî (în ucraineană Вилки) este un sat în comuna Stankova din raionul Kaluș, regiunea Ivano-Frankivsk, Ucraina.

## Demografie
Componența lingvistică a localității Vîlkî
     Ucraineană (100%)
Conform recensământului din 2001, toată populația localității Vîlkî era vorbitoare de ucraineană (100%).